# Helius (Helius) quadrivena
Helius (Helius) quadrivena is een tweevleugelige uit de familie steltmuggen (Limoniidae). De soort komt voor in het Neotropisch gebied.